# Cosme García (S-83)
El Cosme García (S-83) es un submarino de la clase S-80 perteneciente a la Armada Española, que se encuentra en construcción en el astillero de Navantia en Cartagena, España. Se espera su entrada en servicio en la Armada Española a finales de 2026.

## Diseño
El Cosme García es el tercero de los cuatro submarinos de propulsión diésel-eléctrica,  perteneciente de la clase S-80 encargados a Navantia por la Armada Española. Se prevé, que al contrario de las dos primeras unidades, el S-83 esté dotado de salida con el sistema de propulsión AIP desarrollado por la empresa Hynergreen Technologies S.A, que forma parte de Abengoa.

## Construcción
Se inició su construcción el 19 de febrero de 2009 en el astillero de Navantia de Cartagena.
El 13 de enero de 2012, se aprobaron los nombres de los cuatro buques de su clase, publicándose estos en el Boletín Oficial de Defensa (BOD) del 30 de enero de 2012, y correspondiéndole al tercer buque de la clase el nombre de Cosme García, en honor al inventor de submarinos Cosme García.

## Buques de la clase y similares
```
Clase S-80
```

### Buques de la clase
- Isaac Peral (S-81)
- Narciso Monturiol (S-82)
- Mateo García de los Reyes (S-84)

### Buques similares
- Clase U-212
- Clase Scorpène
- Clase Lada
- Clase Gotland

### Secuencias de designación
...→ Clase Delfín → Clase Galerna → Clase S-80

### Listas relacionadas
Submarinos de la Armada Española